# Callidactylus
Callidactylus is een geslacht van kreeftachtigen uit de klasse van de Malacostraca (hogere kreeftachtigen).

## Soort
- Callidactylus asper Stimpson, 1871